# ویلیام ترون
ویلیام ترون (به انگلیسی: William Thorne) (۷ سپتامبر ۱۸۴۵ - ۱۹ ژانویه ۱۹۰۷) تاجر ثروتمند آمریکایی بود. به علت ضعف جسمانی، زود از تجارت چرم کناره‌گیری کرد و شروع به جمع‌آوری تمبرهای پست کرد. او یکی از بنیانگذاران انجمن تمبرشناسی نیویورک و دومین رئیس باشگاه مجموعه داران نیویورک بود. او مالک بلوک منحصر به فرد چهار تمبر ایالات‌متحده آمریکا با مرکز معکوس بود. او مجموعه خود را به فروش رساند، اما دوباره شروع به کار کرد تا حواسش از ضعف جسمانی خود منحرف شود. او در ۱۹۰۷ پس از سه بار جراحی در مورد سرطان گلویش درگذشت.